# Víktor Jrenin
Víktor Gennádievich Jrenin (en bielorruso: Віктар Генадзевіч Хрэнін, en ruso: Ви́ктор Генна́дьевич Хре́нин; Novogrúdok, Unión Soviética, 1 de agosto de 1971) es un oficial militar (teniente general) de las Fuerzas Armadas de Bielorrusia, quien desde el 20 de enero de 2020 se desempeña como ministro de Defensa de la República de Bielorrusia.

## Biografía

### Infancia y estudios
Víktor Jrenin nació el 1 en agosto de 1971 en la localidad de Novogrúdok, en el óblast de Grodno en lo que entonces era la RSS de Bielorrusia. Su padre, Gennadi Jrenin, fue un coronel en la reserva del Ejército Soviético del óblast de Penza (su padre sirvió allí), pero vivió en Bielorrusia desde los dos años. Su abuelo materno proviene del óblast de Briansk, su abuela, era del óblast de Grodno (proviene de la nobleza). Durante su infancia, fue a la escuela en el Krai de Primorski en Siberia y posteriormente se graduó en el campo militar "Anadyr-1" en el Distrito autónomo de Chukotka del óblast de Magadán en la RSFS de Rusia.
En 1988, se graduó en la Escuela militar Minsk Suvórov y en 1992 se graduó en la Escuela Superior de Comando de Armas Combinadas Frunze con sede en Omsk, después de su graduación se desempeñó como comandante de pelotón y más tarde como comandante de batallón en la 6.ª Brigada Mecanizada de Guardias Kiev-Berlín. 
En 2005, se graduó de la Academia Militar de la República de Bielorrusia, posteriormente sirvió como oficial superior en el departamento operativo de la sede del Comando Operacional Occidental. Después de dejar este puesto, asumió una serie de posiciones de liderazgo que culminaron cuando en 2010 se convirtió en comandante de la 11.ª Brigada Mecanizada de la Guardia Berlín-Cárpatos. En 2014, se graduó en la facultad del Estado Mayor General de la Academia Militar de Bielorrusia con honores y medalla de oro. El 28 de febrero de 2014 fue nombrado comandante adjunto del Comando Operativo Oeste.
El 2 de julio de 2014 asumió el puesto de jefe de Estado Mayor y primer comandante adjunto del Comando Operacional Oeste, puesto que conservó hasta el 23 de junio de 2015, cuando por decreto del presidente de la República de Bielorrusia, Aleksandr Lukashenko, fue designado para el cargo de comandante de las tropas del Comando Operativo Occidental.
El 22 de febrero de 2016 fue ascendido al rango militar de mayor general.

### Ministro de Defensa

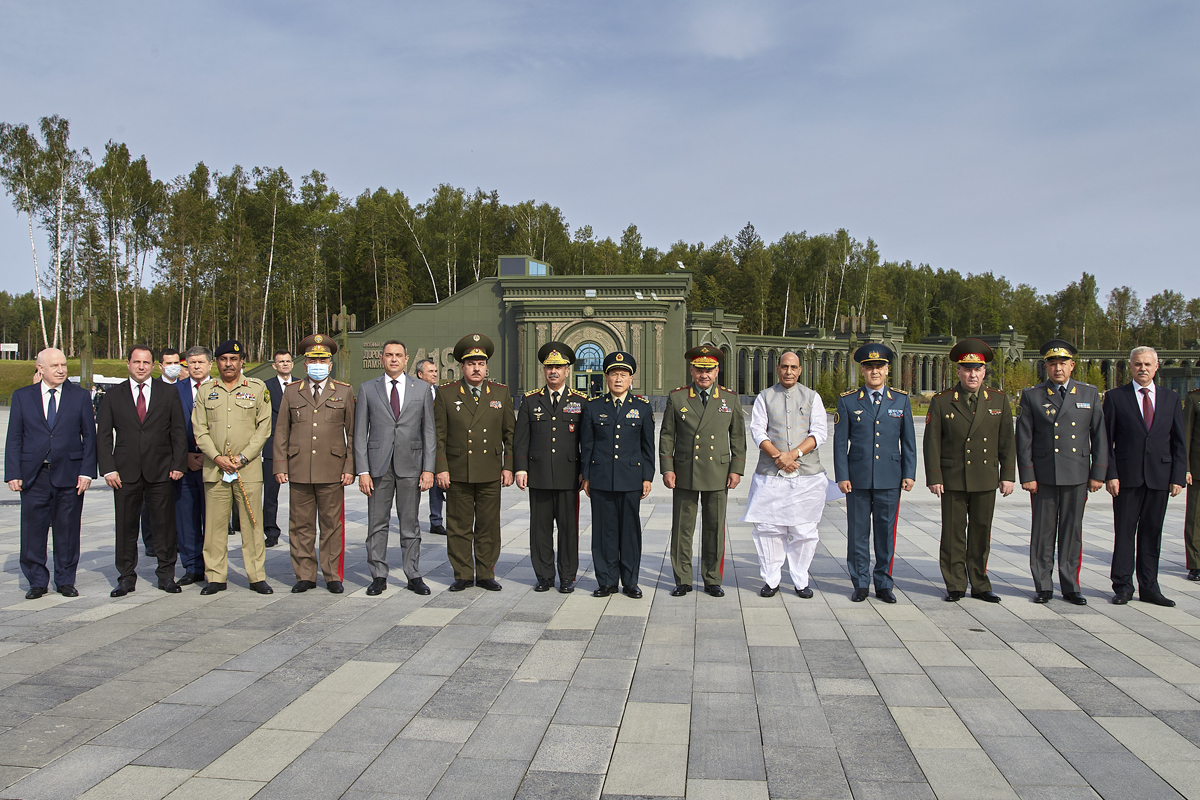
Víktor Jrenin (tercero desde la derecha) con los ministros de defensa de los países de la OCS, la OTSC y la CEI en Moscú el 4 de septiembre de 2020

Después de cinco años en ese cargo, fue nombrado ministro de Defensa de Bielorrusia, en enero de 2020, por el presidente Lukashenko, sucediendo al teniente general Andréi Ravkov, quien a su vez fue nombrado secretario de estado del Consejo de Seguridad de Bielorrusia. Tras su nombramiento, subrayó su coherencia con las expectativas del jefe de Estado y del pueblo, aunque admitió que «estoy convencido de que siempre hay margen de mejora. En mi nuevo papel me enfocaré en cumplir con las tareas establecidas por el presidente. Soy plenamente consciente de que tendré que estudiar y aprender mucho».

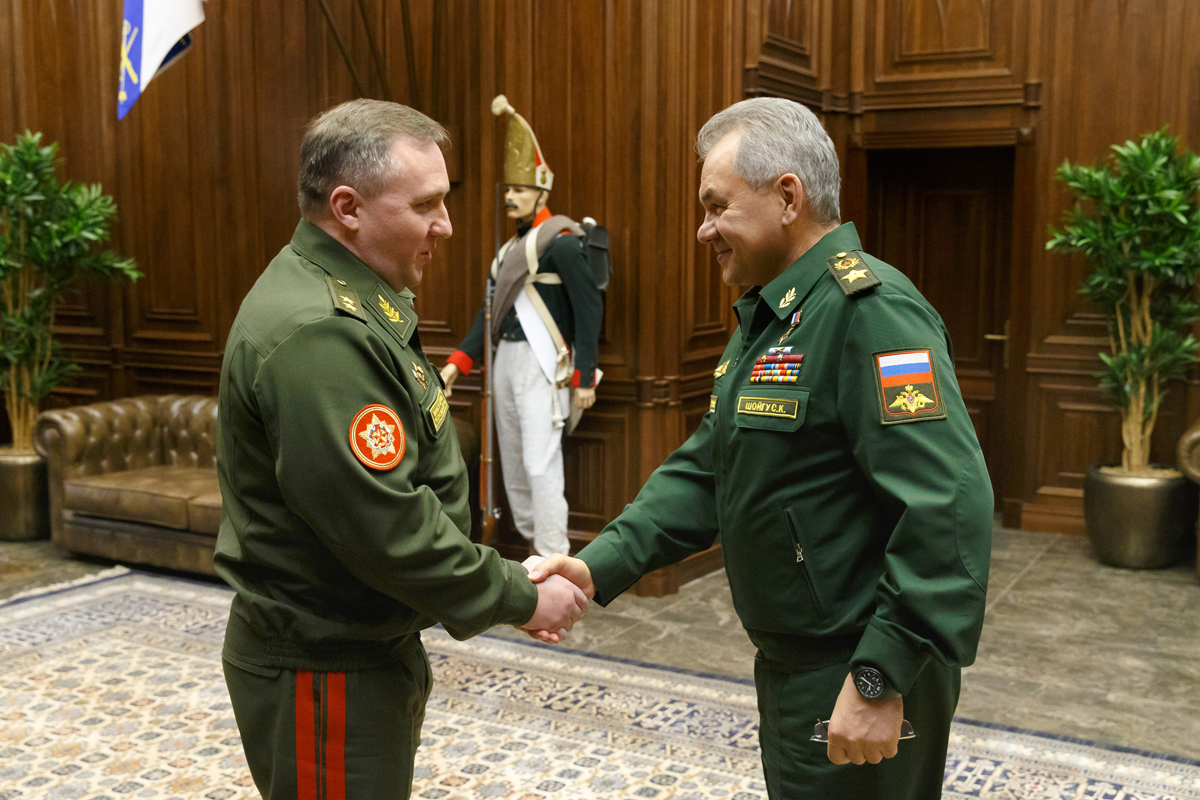
Jrenin en una reunión con el ministro de Defensa de Rusia, Serguéi Shoigú, en Moscú en 2021

El 3 de noviembre de 2020, El presidente de Bielorrusia, Aleksandr Lukashenko, aprobó una serie de decretos para otorgar el rango militar de teniente general a varios militares entre ellos al ministro de Defensa, Viktor Jrenin.
Durante las protestas en Bielorrusia de 2020-2021, comparó a los que marchaban y protestaban bajo la histórica bandera tricolor de la efímera República Popular Bielorrusa con los colaboradores nazis durante la ocupación alemana de Bielorrusia en la Segunda Guerra Mundial, y dijo en un comunicado que «No podemos ver con calma cómo, bajo las banderas bajo las cuales los fascistas organizaron las masacres de bielorrusos, rusos, judíos, [y] representantes de otras nacionalidades, hoy se están organizando acciones en estos lugares sagrados». Se consideró que su declaración estaba inusualmente politizada y cargada de emociones, incluso para una agencia como el Ministerio de Defensa. También declaró a los líderes militares que se puede estar desarrollando un conflicto militar que requerirá su ayuda.
En octubre de 2022, El ministro de Defensa de Bielorrusia afirmó que la Unión Europea y los países de la OTAN mediante una «supuesta amenaza del Este», no sólo se están militarizando, sino se están preparando para la guerra. «Están preparando su infraestructura, están entrenando sus tropas. Tenemos datos específicos. Estamos monitorizando constantemente la situación, vemos lo que están haciendo. Partiendo de eso, estamos desarrollando medidas de respuesta específicas y adecuadas». Este temor de Bielorrusia a una invasión de la OTAN ha provocado un mayor acercamiento con Rusia y el despliegue de varios miles de soldados rusos en Bielorrusia.

## Sanciones internacionales
En junio de 2021, la Unión Europea impuso sanciones a Jrenin. También fue sancionado por Reino Unido, Suiza, Canadá y Estados Unidos.
El 24 de febrero de 2022, fue incluido en la Lista de Nacionales Especialmente Designados y Personas Bloqueadas (en inglés, «Specially Designated Nationals and Blocked Persons List») del Gobierno de los Estados Unidos. El 25 de marzo de 2022, fue sancionado por Australia por haber «desempeñado un papel de gran importancia estratégica para Rusia al permitir que Rusia lanzara ataques desde Bielorrusia en la invasión rusa de Ucrania de 2022». También en 2022, fue incluido en la lista de sancionados de Japón, Nueva Zelanda y Ucrania.

## Vida personal
Viktor Jrenin está casado con Natalia Mijáilovna Jrénina, la jefa del departamento de fisioterapia del 1134.º Centro Médico Clínico Militar de las Fuerzas Armadas. Juntos tienen una hija, Marina, quien trabaja como abogada, graduada en la Universidad Estatal de Yanka Kupala en Grodno.

## Condecoraciones
- Orden del Servicio a la Patria de 3.er grado
- Medalla por Servicio Impecable de 1.er de grado (2018)[32]
- Medalla por Servicio Impecable de 2.do de grado
- Medalla por Servicio Impecable de 3.er de grado
- Medalla Conmemorativa del 50.º Aniversario de la Victoria en la Gran Guerra Patria de 1941-1945
- Medalla Conmemorativa del 60.º Aniversario de la Liberación de la República de Bielorrusia de los Invasores Fascistas Alemanes
- Medalla Conmemorativa del 60.º Aniversario de la Victoria en la Gran Guerra Patria de 1941-1945
- Medalla Conmemorativa del 65.º Aniversario de la Liberación de la República de Bielorrusia de los Invasores Fascistas Alemanes
- Medalla Conmemorativa del 65.º Aniversario de la Victoria en la Gran Guerra Patria de 1941-1945
- Medalla Conmemorativa del 70.º Aniversario de la Liberación de la República de Bielorrusia de los Invasores Fascistas Alemanes